# Kunstjahr 1935
Liste der Kunstjahre

◄◄ | 1934 | Kunstjahr 1935 | 1936 | 1937 | 1938 | 1939 | ►

Weitere Ereignisse
Dieser Artikel behandelt das Kunstjahr 1935.

## Ereignisse
- Unter Direktorin Grace Morley erfolgt die Eröffnung des San Francisco Museum of Art. Es ist zu diesem Zeitpunkt das einzige Museum an der Westküste der USA, das sich ausschließlich der Kunst des 20. Jahrhunderts widmet. Erste Heimstätte des SFMOA ist das San Francisco War Memorial and Performing Arts Center.
- Die Frick Collection in New York City wird öffentlich zugänglich.

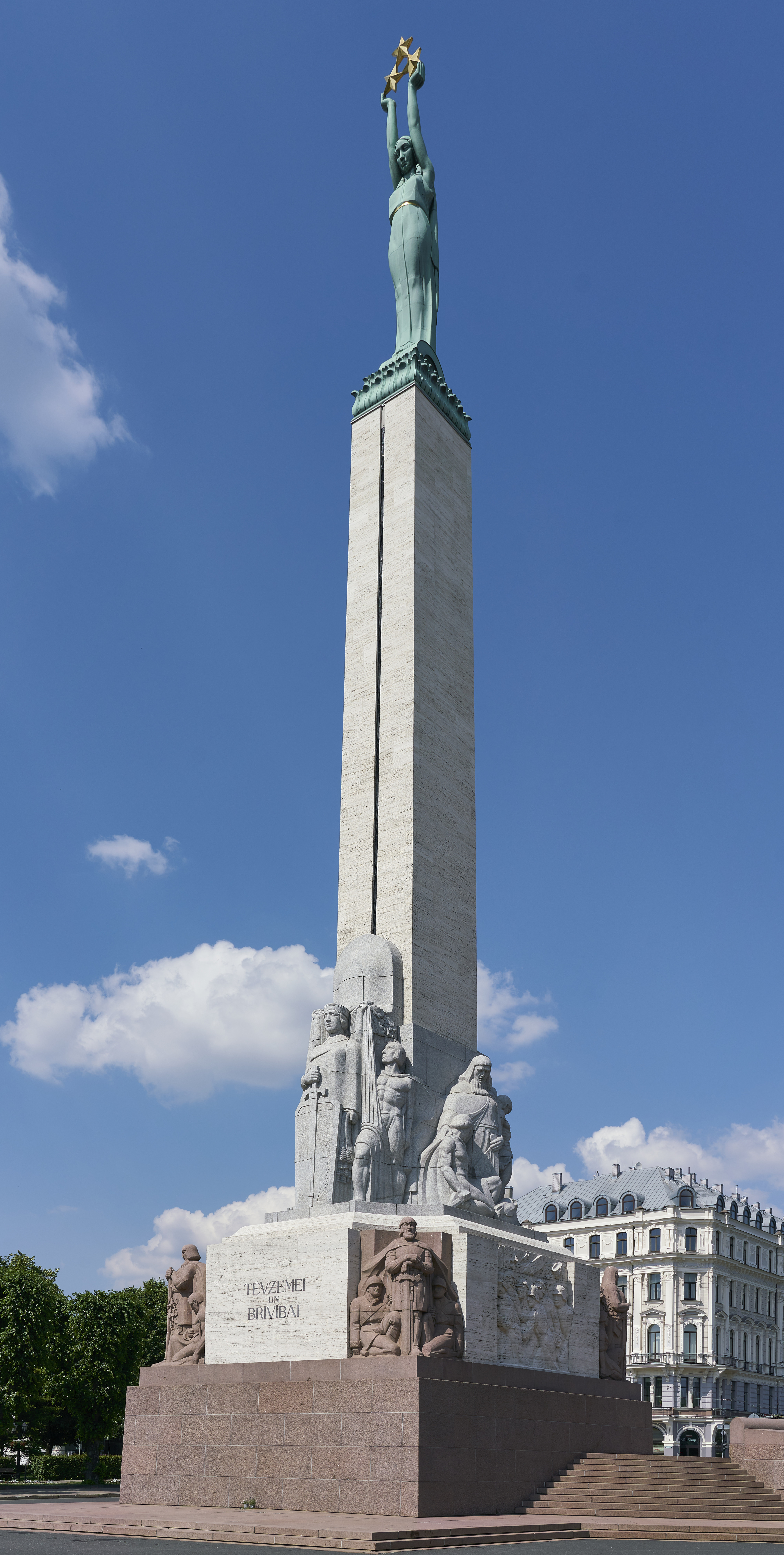
Freiheitsdenkmal in Riga

- Das Freiheitsdenkmal in Riga wird fertiggestellt. Es wurde anstelle eines Reiterstandbildes Peters des Großen von dem Architekten Ernests Štālbergs nach genauen Angaben des Bildhauers Kārlis Zāle realisiert.

## Geboren

### Geburtsdatum gesichert
- 26. Januar: Dame Paula Rego DBE, portugiesisch-britische Malerin und Grafikerin († 2022)

- 04. Februar: Peter Proksch, österreichischer Maler und Grafiker († 2012)
- 10. Februar: Konrad Klapheck, deutscher Grafiker und Maler († 2023)
- 16. Februar: Graciela Rodo Boulanger, bolivianische Künstlerin
- 17. Februar: Wolf-Dietrich Speck von Sternburg, deutscher Hotelier und Kunstmäzen
- 27. Februar: Eleanor Antin, US-amerikanische Künstlerin

- 03. März: Dieter Appelt, deutscher Fotograf, Maler, Bildhauer, Video-, Aktions- und Objektkünstler
- 17. März: Valerio Adami, italienischer Maler

- 02. April: Stephen Addiss, US-amerikanischer Kunst- und Musikwissenschaftler, Hochschullehrer, Musiker, Komponist, Lyriker, Maler, Grafiker, Kalligraph und Keramiker († 2022)
- 09. April: Irina Asisjan, russische Kunsthistorikerin, Architektin und Malerin († 2009)

- 05. Mai: Heinrich Apel, deutscher Künstler, Bildhauer und Restaurator († 2020)
- 18. Mai: Wolfgang Kermer, deutscher Kunsthistoriker
- 28. Mai: Jürgen Claus, deutscher Künstler, Schriftsteller

- 12. Juni: Christoph Meckel, deutscher Schriftsteller und Graphiker († 2020)
- 13. Juni: Christo, in Bulgarien geborener Künstler († 2020)
- 13. Juni: Jeanne-Claude, US-amerikanische Künstlerin († 2009)
- 15. Juni: Wilfredo García, dominikanischer Fotograf († 1988)
- 29. Juni: Dennis Crompton, britischer Architekt und Autor († 2025)

- 07. Juli: Hans Belting, deutscher Kunstwissenschaftler und Medientheoretiker
- 13. Juli: Kurt Westergaard, dänischer Zeichner und Karikaturist († 2021)
- 24. Juli: Mel Ramos, US-amerikanischer Künstler († 2018)

- 21. August: Ali Mitgutsch, deutscher Illustrator, Maler, Bilderbuchautor († 2022)

- 14. September: Fujio Akatsuka, japanischer Manga-Zeichner († 2008)
- 16. September: Carl Andre, US-amerikanischer Bildhauer († 2024)
- 24. September: Charlotte Dietrich, deutsche Künstlerin († 2017)
- 26. September: Wiktor Tschischikow, russischer Illustrator und Designer († 2020)
- 28. September: Heinz Jankofsky, deutscher Karikaturist († 2002)

- 01. Oktober: Walter De Maria, US-amerikanischer Künstler († 2013)
- 08. Oktober: Bert Gerresheim, deutscher Bildhauer, Grafiker und Pädagoge († 2025)
- 20. Oktober: Eva Choung-Fux, österreichische Künstlerin
- 25. Oktober: John Annus, lettisch-US-amerikanischer Maler und Fotograf († 2013)

- 04. November: Marianne Tralau, deutsche Künstlerin und Galeristin

- 11. Dezember: Ferdinand Alexander Porsche, deutscher Industriedesigner († 2012)
- 13. Dezember: Alekos Fassianos, griechischer Maler, Schriftsteller und Dichter († 2022)
- 25. Dezember: Albín Brunovský, slowakischer Grafiker und Maler († 1997)

### Genaues Geburtsdatum unbekannt
- Teresa Burga, peruanische bildende Künstlerin († 2021)
- Youssof Kohzad, afghanischer Dichter, Schauspieler und Künstler und Schriftsteller

## Gestorben

### Todesdatum gesichert

Max Liebermann, Selbstporträt 1934

- 8. Februar: Max Liebermann, deutscher Maler und Grafiker (* 1847)
- 8. März: Gustaw Gwozdecki, polnisch-französischer Bildhauer, Maler, Grafiker und Kunstschriftsteller (* 1880)
- 25. März: Percy Moran, US-amerikanischer Maler (* 1862)
- 27. März: Helene Gries-Danican, deutsche Malerin (* 1874)
- 29. März: Tina Kofler, österreichische Grafikerin und Malerin (* 1872)
- 23. April: Wanda von Debschitz-Kunowski, deutsche Porträt-Fotografin (* 1870)
- 2. Mai: Philipp Siesmayer, deutscher Gartenarchitekt (* 1862)

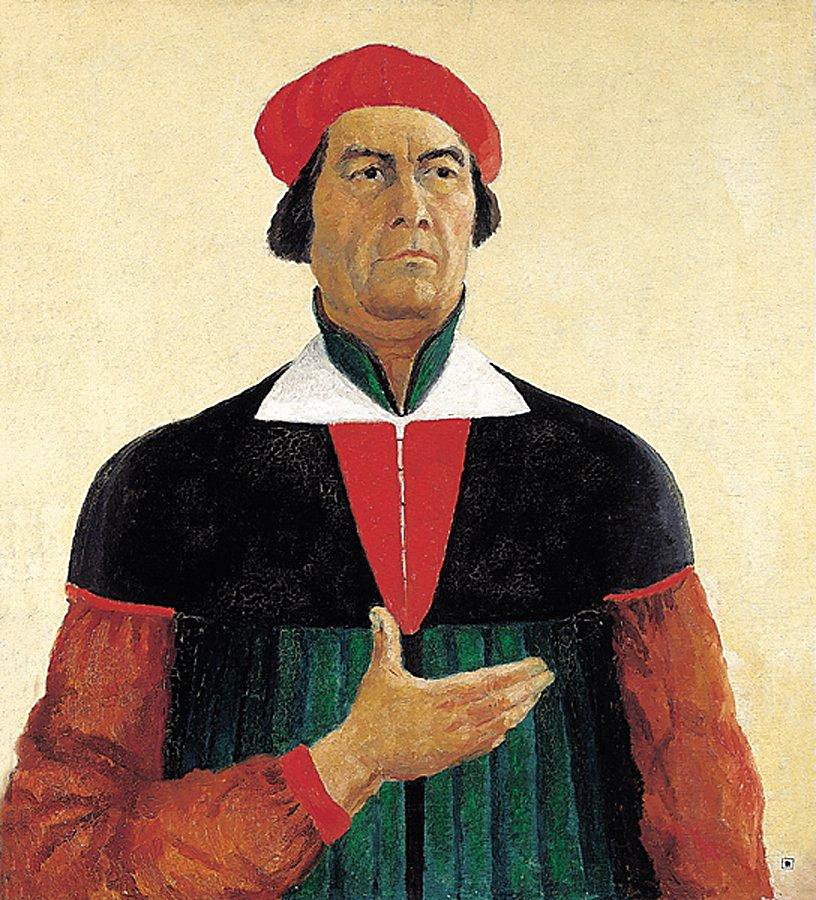
Kasimir Malewitsch, Selbstporträt 1933

- 15. Mai: Kasimir Malewitsch, ukrainischer Maler (* 1878)
- 30. Mai: Leberecht Migge, deutscher Landschaftsarchitekt (* 1881)
- 9. Juli: John Møller, grönländischer Fotograf, Buchdrucker, Dolmetscher, Ornithologe, Expeditionsteilnehmer und Landesrat (* 1867)
- 15. August: Paul Signac, französischer Maler und Grafiker (* 1863)
- 29. August: Oleksa Nowakiwskyj, ukrainischer Maler und Pädagoge (* 1872)
- 18. September: Oswald Galle, deutscher Maler und Plastiker (* 1868)
- 28. September: Hans Baluschek, deutscher Maler, Graphiker und Schriftsteller (* 1870)
- 4. Oktober: Georg Gröne, deutscher Bildhauer (* 1864)
- 10. Oktober: Heinrich Gustav Arnhold, deutscher Bankier, Sammler, Mäzen und Esperantist (* 1885)
- 13. Oktober: Josuë Dupon, belgischer Bildhauer und Medailleur (* 1864)
- 19. Dezember: James Buchanan Aurig, deutscher Fotograf (* 1857)

### Genaues Todesdatum unbekannt
- John Frederick Abercromby, britischer Golfarchitekt (* 1861)
- Emile Appay, französischer Landschaftsmaler und Aquarellist (* 1876)